# 大阪府同和建設協会談合事件
大阪府同和建設協会談合事件（おおさかふどうわけんせつきょうかいだんごうじけん）とは、2005年から2006年にかけ、部落解放同盟大阪府連合会傘下の大阪府同和建設協会（同建協）に加盟する造園業者らが競売入札妨害（官製談合）で逮捕された事件。同建協・官製談合事件とも呼ばれる。

## 概要
2005年、大阪地方検察庁特別捜査部（大阪地検特捜部）による捜査の結果、部落解放同盟大阪府連合会傘下の大阪府同和建設協会（同建協）に加盟する造園業者と大阪市の担当係長が競売入札妨害（官製談合）で逮捕された。2006年、同じく同建協に加盟する別の造園業者と大阪市の担当課長および課長代理が競売入札妨害（官製談合）で逮捕された。いずれも、大阪市が発注する街路樹維持管理業務委託で、同建協加盟業者が落札できるよう優遇した容疑であった。
逮捕された課長は公判で、「同建協加盟業者への優遇は、大阪市全体で当り前のようにおこなわれていたし、入札全般を所管する財政局でもおこなわれていた」「同建協加盟業者への優遇は、30年以上続いており、大阪市長も含め幹部職員なら誰でも知っていた」と述べた。また、同じ公判で係長は、同和対策関連法の失効（2002年）の後も財政局が「同建協方式（加盟業者を優遇するシステム）を継続する」ことを言明した、と述べた。
逮捕起訴された3人のうち、課長には懲役1年2月執行猶予3年、他の2人には懲役1年執行猶予3年の有罪判決が大阪地裁で下された。

## 関連文献
- 角岡伸彦『ピストルと荊冠』p.187-188（講談社、2012年）